# LÖVE
LÖVE (также известен как Love2D) — свободно распространяемый кроссплатформенный фреймворк, предназначенный для разработки компьютерных игр на языке Lua. Распространяется по лицензии zlib, предусматривающей свободное использование как в открытых, так и в коммерческих проектах с закрытым исходным кодом.

## Особенности
LÖVE не является конструктором игр, ориентированным на новичков: фреймворк не имеет собственных средств разработки, а является лишь средой выполнения игр, написанных для этого движка. Для написания кода игры можно использовать любой текстовый редактор. Также в нём нет редактора уровней, все изображения, уровни и персонажи прописываются в коде игры.
Свободно доступна открытая IDE на Lua ZeroBrane Studio, предоставляющая (в числе прочего) среду для разработки и отладки LÖVE-проектов. Для дизайна уровней может быть использован другой открытый проект: редактор карт Tiled, созданные с его помощью скрипты можно загрузить в LÖVE-игру с помощью такой Lua-библиотеки, как Simple-Tiled-Implementation или (устаревшей на настоящий момент) Advanced-Tiled-Loader.
LÖVE обеспечивает доступ из Lua-кода к библиотекам для работы с аудио, графикой, физикой, временем и джойстиком. Также есть возможность упаковки игры вместе с её графическими ресурсами в один файл.